# Fisher (jacht)

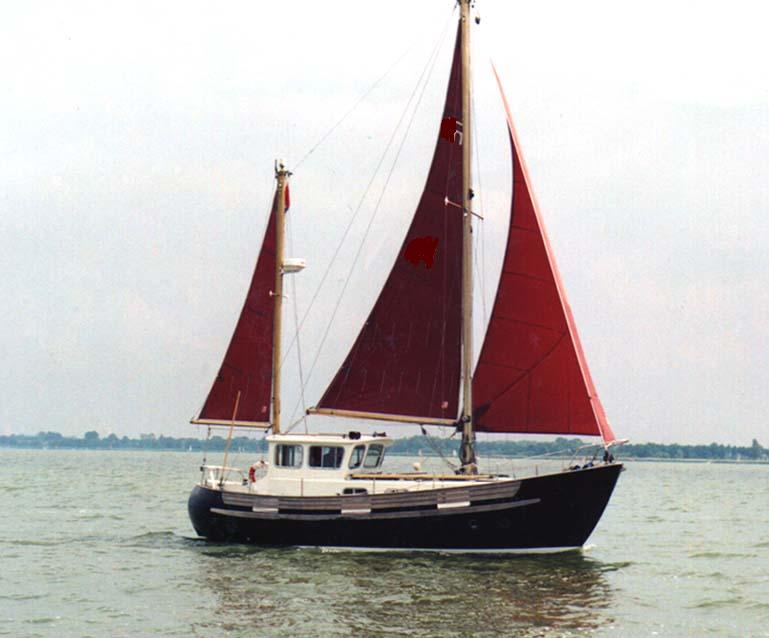
Fisher 30

De Fisher is een serie motor-zeilboten van de Engelse werf Northshore uit Chichester, Engeland.
De schepen zijn gemaakt in verschillende uitvoeringen, variërend van de Fisher 25 van 25 voet (ong. 7,5 m) tot de Fisher 46 (46 voet) (ong. 15 m). De jachten zijn van polyester en vallen op door hun karakteristieke stuurhut met teruglopende ramen; zoals normaal gesproken alleen gezien wordt op beroepsvaart schepen.

## Modellen

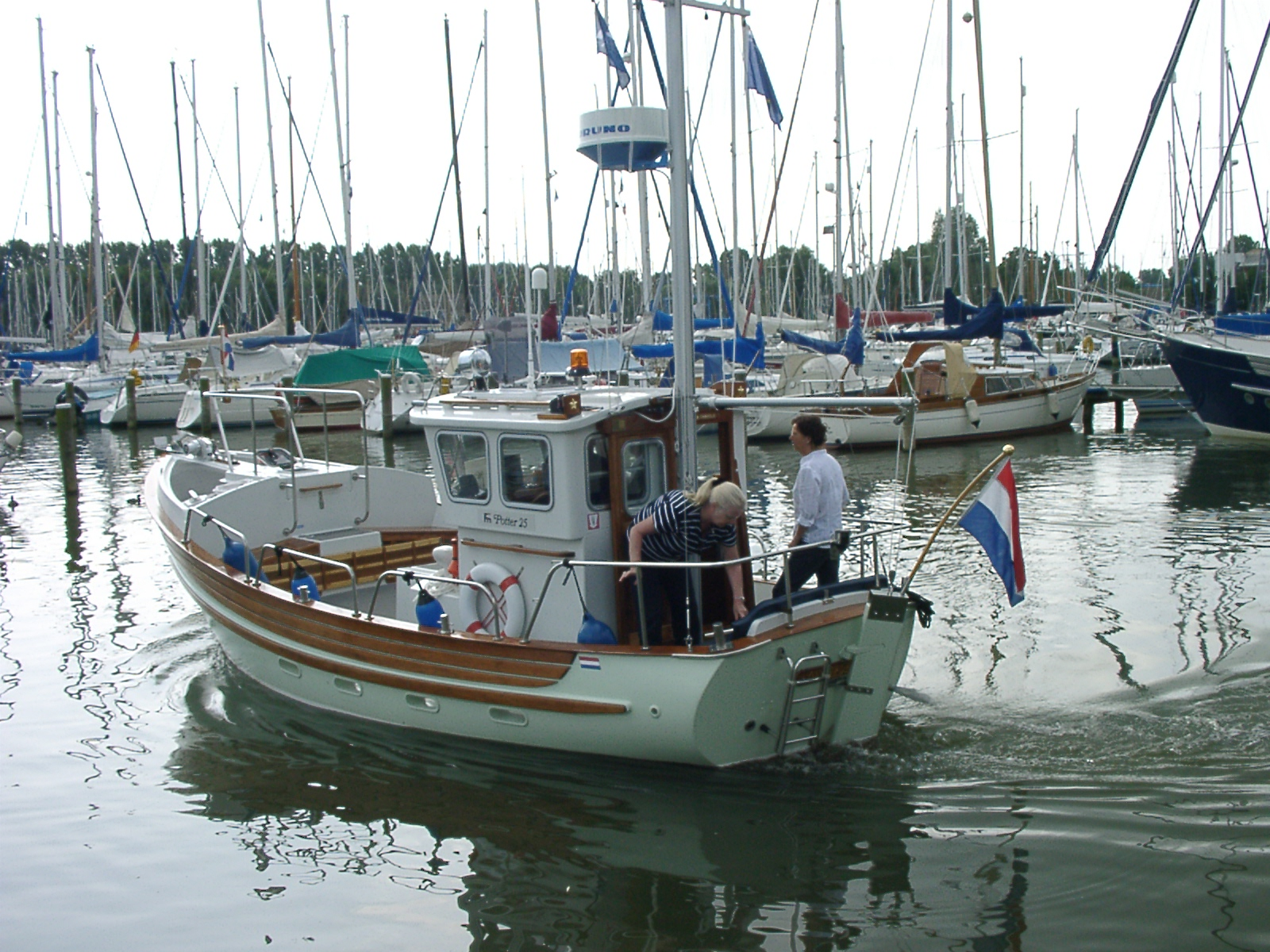
De kleinste variant
Let op het rechte achtersteven

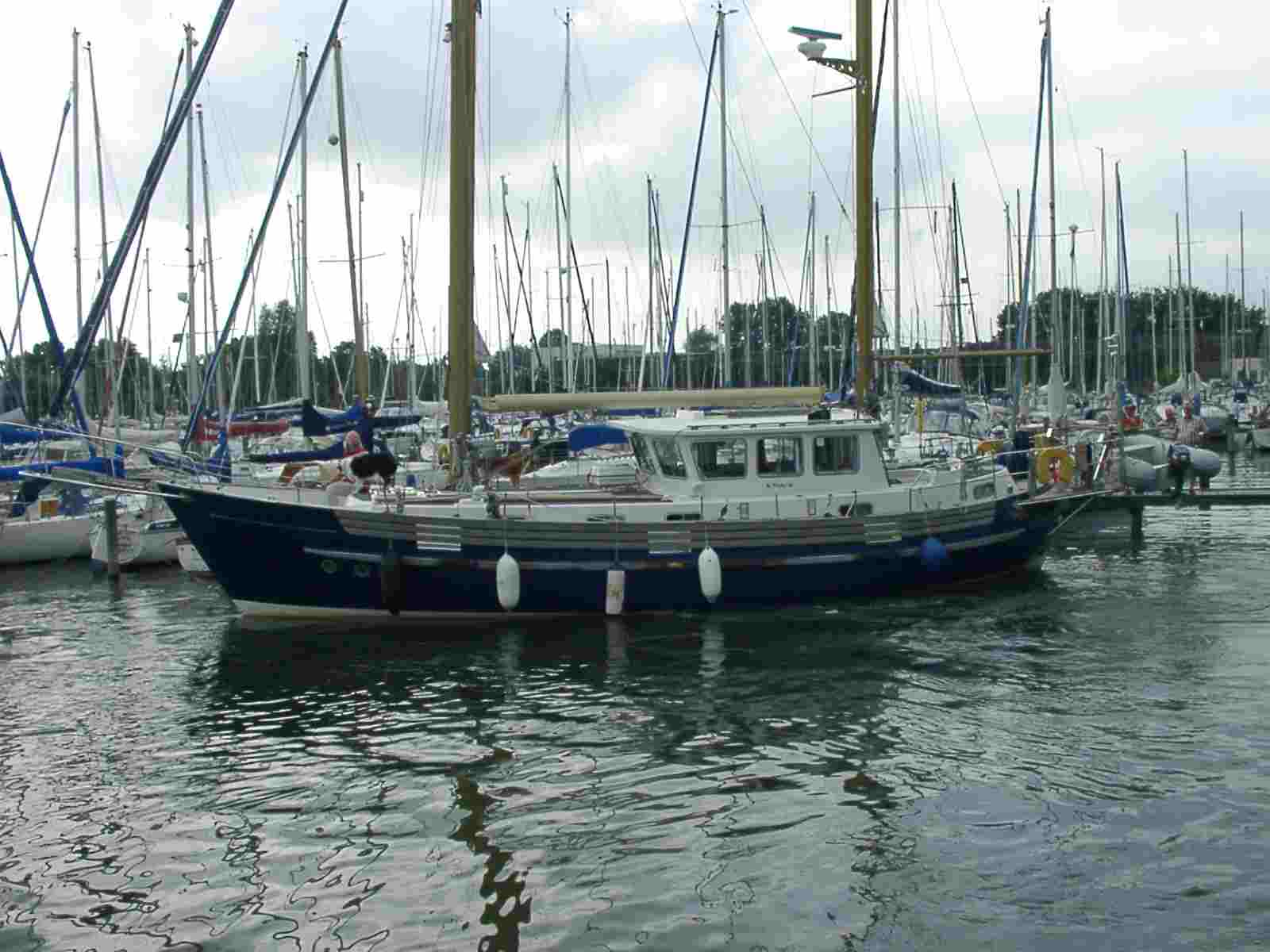
De F46, de grootste versie.

Sinds de introductie zijn de volgende modellen gemaakt:
- Fisher 25 en Potter 25
- Fisher 30
- Fisher 31 (romp van de 30, eenmaster)
- Fisher 34 (mark I, II en III)
- Fisher 37 (mark I en II)
- Fisher 46

In het Verenigd Koninkrijk is een poging gedaan om de Fisher 25, 34 en 37 opnieuw te maken, en dan alleen op bestelling. Het eerste product (een Fisher 25) werd getoond op de Southampton Boat Show in 2018.
Een particulier heeft de tekeningen van de Fisher 46 gekocht en heeft op basis hiervan een aluminium Fisher 46 laten bouwen bij werf Holterman in Meppel.

## Opvallend design
De Fishers worden in havens direct herkend en met respect bewonderd. Dit komt met name door de stuurhut met teruglopende voorruit. Dit type stuurhut komt men verder alleen maar tegen bij beroepsschepen, zoals vissersschepen of kleine coasters. Behalve de stuurhut is ook de romp gemodelleerd naar beroepsschepen: ze hebben een sterke overeenkomst met (Deense) vissersschepen.
Alle modellen zijn tweemasters, behalve de Potter 25 variant en de -amper geproduceerde- Fisher 31.
De kleinste 25 voeter heeft een rechte kont, maar alle andere types hebben een opvallende ronde hek.

## Motorzeilers
De Fishers zijn echte motor-zeilschepen: de zeileigenschappen zijn sterk afhankelijk van de wind: een Fisher heeft meer dan windkracht 3 nodig. Om alleen op windkracht te varen hebben ze meer dan 35 graden  wind nodig, en die moet ook voldoende sterk zijn. Hoewel de schepen van polyester zijn gemaakt, zijn ze erg zwaar in vergelijking met andere (zeil)jachten van dezelfde lengte. Bij lichte wind of aan-de-windse koersen moet al snel de hulp van de motor ingeroepen worden.
Binnen het model zijn de uitvoeringen van 34 en 37 voet de beste zeilers, maar dit hangt sterk af van de versie (Mark I, II of III).
Tegenover deze  zeileigenschappen staat een zeer hoge zeewaardigheid. Alle modellen zijn ontworpen voor gebruik op open zee, en deze schepen worden dan ook overal ter wereld aangetroffen.

## Fishers in Nederland
In Nederland zijn relatief veel Fishers. Er is in Nederland ook een actieve club van eigenaren. Naast Nederland zijn er ook clubs van eigenaren in thuisland Engeland en Canada Er varen naar schatting begin 2019 ongeveer 70 Fishers in Nederland. 

## Varianten
De Fishers zijn ontstaan uit eerdere zeiljachten (de Fairways Marine Freeward 25 en 30). Het rompontwerp van deze boten is ook gebruikt voor de eerste Fishers: de 25 en de 30. Deze twee types zijn eigenlijk de 'oer'Fishers. De indeling bleef vrijwel gelijk, maar nieuw was het bekende stuurhuis. Ook werd vanaf het begin veel teakhout toegepast en Fishers zijn altijd fraai afgewerkt. Behalve de Potter als variant van de Fisher 25 (zonder hoofd-kajuit en daardoor groter dek direct voor de stuurhut, een ideale visboot)) zijn er ook varianten van de Fisher 30 gemaakt onder de naam Northeaster. Hierbij ontbreekt de kuip achter de stuurhut en is de stuurhut verlengd en is er een achterkajuit. Deze variant heeft een iets bredere romp dan de  standaard 30. De vorm van de stuurhut is ook afwijkend: de karakteristieke teruglopende ruiten ontbreken.
Een andere variant van de Fisher 30 is de Carribian: hier ontbreekt de stuurhut en stuur je buiten.
Deze types zijn gebouwd door Fairways Marine, de werf die in het verleden de rompen van alle Fisher schepen bouwde. Deze werf bestaat niet meer, en geruime tijd bouwde Northshore de boot volledig in eigen beheer.  Hieraan is vanwege faillissement een eind gekomen. 
Nadat de Fisher 30 en de Fisher 37 de markt veroverden kwam een tussenmodel: de 34.  En de productie van de 30 werd gestopt, om van de mallen de 31 te kunnen maken (iets langer, iets breder). Ook werd in Australië (zeer beperkt) de 'Australische' Fisher gebouwd: de Barlow 32.  Bijzondere modellen waren verder de Catfisher (een catamaran met een lengte van 28 en 32 voet, zeer kleine aantallen) en de Fisher 38 Trawler.  .
De Fishers 34 en 37 zijn over de jaren geleverd in verschillende uitvoeringen, maar de verschillen zijn klein. Er is wel telkens sprake geweest van 'evolutie': verbeteren ruimtegebruik en zeiloppervlak. .
Ten slotte is recentelijk één Fisher 46 gebouwd in aluminium door jachtwerf Holterman in Meppel in opdracht van een particulier.

## Trivia
De laatste Fisher 46 die door de werf zelf gebouwd is was eind jaren 90 van de vorige eeuw. Dat schip was de eerste 46 die in jaren gebouwd werd, speciaal op bestelling van een Zuid-Afrikaan die naast dat schip ook een aantal gebruikte 34 en 37 voet uitvoeringen kocht. Vlak na de oplevering van het jacht brak er brand uit aan boord, terwijl deze aan de steiger van de werf lag, en ondanks snel ingrijpen moest het schip als verloren worden beschouwd.
De opdrachtgever uit Zuid-Afrika was zo teleurgesteld dat hij het schip verder onbeheerd heeft achtergelaten. Een Nederlandse eigenaar van een Fisher 46 deed hiermee zijn voordeel en nam een aantal roestvrijstalen onderdelen van het verbrande jacht over tegen een zacht prijsje.
Pete Townsend van The Who zou vroeger bezitter van een Fisher 46 zijn geweest.

## Bron
1. ↑  bron: website Fisherclub Nederland